# Hendrella sinensis
Hendrella sinensis är en tvåvingeart som beskrevs av Wang 1996. Hendrella sinensis ingår i släktet Hendrella och familjen borrflugor. Inga underarter finns listade i Catalogue of Life.